# USS LST-729
O USS LST-729 foi um navio de guerra norte-americano da classe LST que operou durante a Segunda Guerra Mundial.